# 圣安德烈-迪瓦古什
圣安德烈-迪瓦古什是葡萄牙阿威罗区的一个堂区。总面积12.44平方公里，总人口2051人，人口密度164.9人/平方公里。